# Coniferin
Coniferin ist ein Glucosid des Coniferylalkohols, das im Saft des in Bildung begriffenen jungen Holzes der Nadelhölzer (Koniferen) vorkommt.

## Vorkommen

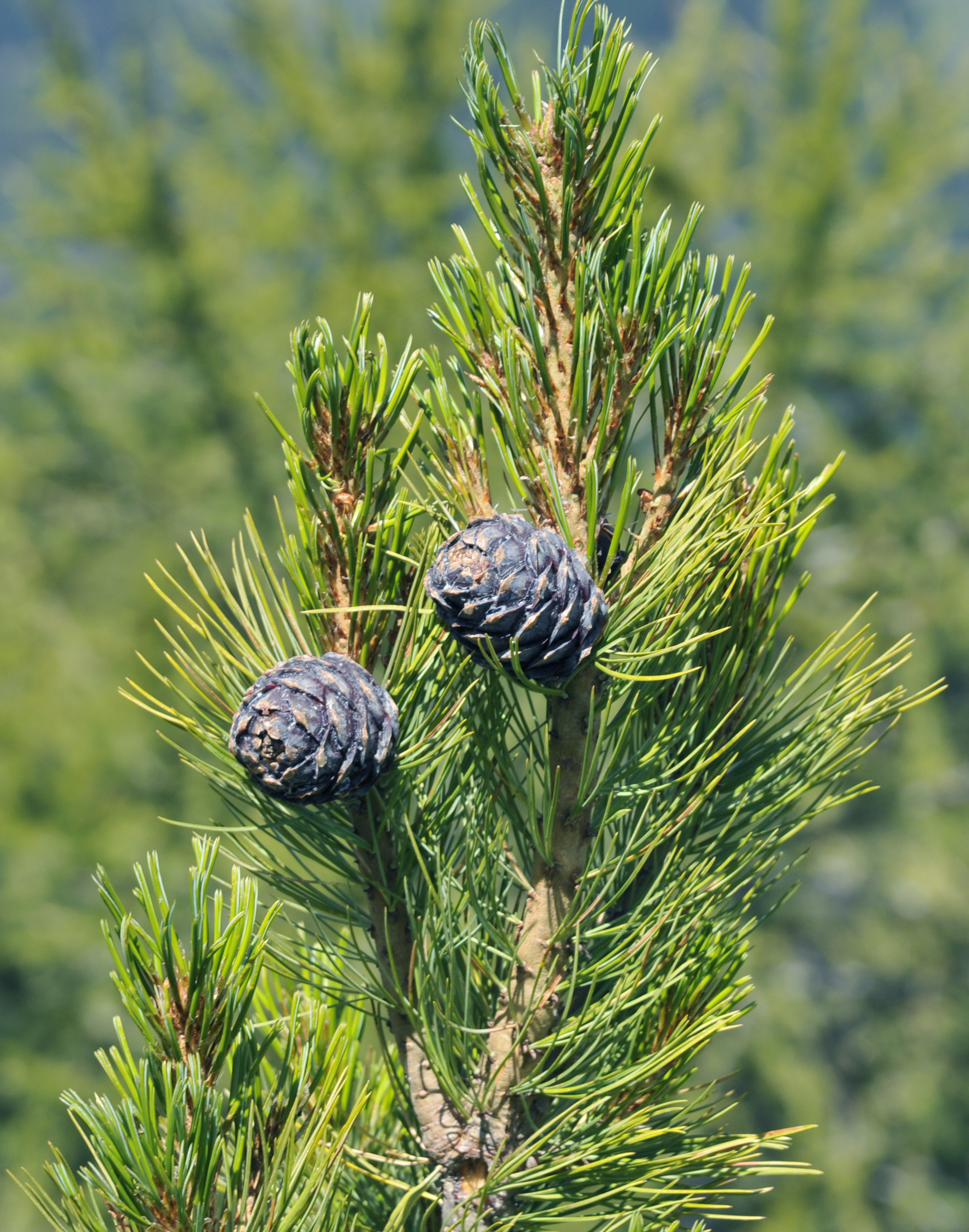
Kiefer (Pinus cembra)

Die erste Charakterisierung gelang Theodor Hartig 1861 im Cambialsaft der Lärche. Der Holzmindener Apotheker Wilhelm Kubel identifizierte erstmals 1866 das Glucosid des Coniferylalkohols. Coniferin ist das Hauptglycosid der Koniferen und wurde z. B. aus der Lärche Larix decidua, der Fichte Picea abies, den Kiefern Pinus cembra und Pinus strobus sowie aus der Esche Fraxinus quadrangulata isoliert. Es kommt aber auch in Spargel, Schwarzwurzeln, Zuckerrüben und anderen Pflanzen vor.

## Gewinnung
Coniferin wird erhalten, wenn man zur Zeit der Holzbildung (im Frühjahr und am Anfang des Sommers) frisch gefällte Stämme von Nadelhölzern entrindet, den Kambialsaft durch Abschaben des in der Bildung begriffenen Holzes sammelt, aufkocht, filtriert, verdampft und die ausgeschiedenen Kristalle durch Umkristallisation reinigt.

## Eigenschaften
Im Coniferin ist D-Glucose β1-glycosidisch mit Coniferylalkohol verknüpft. Es bildet als Dihydrat farblose Nadeln, ist löslich in Wasser und Alkohol, jedoch nicht in Ether. Coniferin schmeckt schwach bitter, ist geruchlos und verwittert an der Luft.
Coniferin wird nach Erhitzen mit verdünnten Säuren oder durch das Enzym Emulsin (eine β-Glucosidase) in D-Glucose und Coniferylalkohol gespalten. Coniferin färbt sich, mit Phenol und konzentrierter Salzsäure befeuchtet, intensiv blau. Diese Nachweisreaktion kann auch zum Auffindung von Coniferin in den verschiedenen Nadelhölzern benutzt werden. Coniferin lässt sich mit Kaliumdichromat und Schwefelsäure zu Vanillin oxidieren.
Man setzte Coniferin anfangs zur Herstellung von Vanillin ein, das aber bald effizienter aus Eugenol gewonnen werden konnte.

## Biochemie
Coniferin ist die Speicher- und Transportform des Coniferylalkohols, der zur Biosynthese von Lignin und von zahlreichen Phytoalexinen dient.